# Daniel Elahi Galán
Daniel Elahi Galán Riveros (født 18. juni 1996 i Bucaramanga, Colombia) er en professionel tennisspiller fra Colombia.